# Trigonobalanus
Trigonobalanus — рід трьох видів вічнозелених дерев родини букових. Види широко розсіяні, один у північній частині Південної Америки і два в Південно-Східній Азії; деякі ботаніки відносять ці три види в окремі роди.
Види:
- Trigonobalanus doichangensis (A.Camus) Forman — пд.-сх. Азія
- Trigonobalanus excelsa Lozano, Hern. Cam. & Henao — Колумбія
- Trigonobalanus verticillata Forman — пд.-сх. Азія